# Hunters of the Night
«Hunters of the Night» (с англ. — «Охотники ночи») — дебютный сингл американской поп-рок-группы Mr. Mister из дебютного альбома I Wear the Face.
Песня вошла во многие сборники лучших хитов Mr. Mister, а также она вошла в компиляцию 2011 года Playlist: The Very Best of Mr.Mister.

## История записи сингла
Запись сингла началась ещё в 1983 году, когда Mr. Mister работали над своим дебютным альбомом, I Wear the Face. Композиция была написана басистом Ричардом Пейджом и клавишником Стивом Джорджом, кроме этого, в записи принял участие Джон Лэнг, который на тот момент сочинял почти все композиции для группы.
Продюсерами песни стали участники Mr. Mister и Питер Маклэн, сотрудничавший с ними во время работы над дебютной пластинкой коллектива. На стороне Б размещена композиция «I Get Lost Sometimes».
Песня не попала в топ-40 в США, она заняла лишь 57-ю позицию в Billboard Hot 100.

## Список композиций
1. «Hunters of the Night» — 4:08
2. «I Get Lost Sometimes» — 3:50